# マイアミ・バイスのフェラーリ
マイアミ・バイスのフェラーリは、1980年代に大ヒットしたアメリカのテレビドラマ『特捜刑事マイアミ・バイス』シリーズで主人公ソニー・クロケットが愛用したフェラーリのスーパーカーである。
ドラマの撮影においては、シーズン1～2では365GTS/4（通称デイトナ・スパイダー）を模した2台のレプリカモデル、シーズン3～5では2台のテスタロッサと1台のレプリカモデルを使用した。
| 車 名                           | 使用期間                    | ナンバー プレート          | 外装色/内装色 | 入手経路                                            | 年 式 （ベース車両）                | 識別   | 現 況                                                         |
| ------------------------------- | --------------------------- | -------------------------- | ------------- | --------------------------------------------------- | ----------------------------------- | ------ | ------------------------------------------------------------- |
| フェラーリ デイトナ・スパイダー | シーズン1～2 1984～1986年   | フロリダ州 デード郡 ZAQ178 | ブラック/タン | トム・マクバーニー製作 アル・マルディキアンから購入 | 1976年型 （シボレー・コルベットC3） | 1号車  | ヴォロ・オートミュージアムに展示中 （イリノイ州ヴォロ）       |
| フェラーリ デイトナ・スパイダー | シーズン1～2 1984～1986年   | フロリダ州 デード郡 ZAQ178 | ブラック/タン | トム・マクバーニー製作 アル・マルディキアンから購入 | 1981年型 （シボレー・コルベットC3） | 4号車  | ジョージア州のコレクターが所蔵                                |
| フェラーリ テスタロッサ         | シーズン3～5 1987年～1989年 | フロリダ州 デード郡 AIF00M | ホワイト/タン | シェラトン・フェラーリより譲受                      | 1986年型                            | #63259 | スワップショップに展示中 （フロリダ州フォートローダーデール） |
| フェラーリ テスタロッサ         | シーズン3～5 1987年～1989年 | フロリダ州 デード郡 AIF00M | ホワイト/タン | シェラトン・フェラーリより譲受                      | 1986年型                            | #63631 | ベルギーのコレクターが所蔵                                    |
| フェラーリ テスタロッサ         | シーズン3～5 1987年～1989年 | フロリダ州 デード郡 AIF00M | ホワイト/タン | カール・ロバーツ製作                                | 1972年型 （デ・トマソ・パンテーラ） |        | 番組終了後に廃棄処分                                          |

## フェラーリ・デイトナ・スパイダー（シーズン１～2)

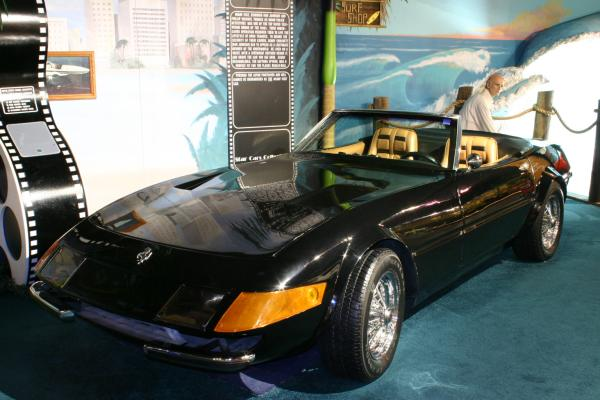
デイトナ1号車(ヴォロ・オートミュージアム所蔵）

### デイトナ・スパイダー（レプリカ）の誕生
ソニー・クロケットのデイトナ・スパイダーは起業家アルバート・マルディキアンによって誕生した。
彼は30代の頃に「トレンドインポート」という輸入車ディーラーを創業し、欧州のスーパーカーや高級車の販売で成功した。クラシックカーのレプリカキットやスーパーカーのカスタムカー製作などでも有名で、中でもフェラーリ400リムジン、カウンタックSS（LP400のタルガトップ）は奇をてらうだけでなく完成度の高さも評価された。
あるときシボレー・コルベットC3を利用してACコブラを作れないかと協力業者のマクバーニーコーチクラフトのオーナーのトム・マクバーニーに相談をしたのだが、ACコブラのホイールベースは20センチ以上短くボディサイズも違いすぎるから無理だと言われた。一度は諦めかけたが、そこで目を付けたのがショールームに展示していたフェラーリ365GTS/4、米国での通称デイトナ・スパイダーだった。ボディサイズはほぼ同じ、ホイールベースはコルベットより8センチ短い程度である。そのフェラーリ365GTS/4はFRPボディの成形型を作るためマクバーニーの工場に運び込まれた。
1年後の1982年、試作車（以後1号車と呼ぶ）が完成し、続けてマクバーニーが兄から個人的に頼まれた1台を含む計5台を製作した。マルディキアンはこれを「マルディキアン350GTSターボ」というオリジナル商品として販売する計画だったが、この頃マルディキアンには輸入車の排気ガスや衝突安全性の報告書を偽造した疑いがかけられており、6〜7台が作られただけで計画は頓挫した。マクバーニーが持っていた成形型はマルディキアンに返却されることはなかった。
原形となった1973年型365GTS/4は型を取るために一度分解されているが、マルディキアンのものではなく顧客の所有物だったという。1988年にオークションに出品されサンディエゴ近郊ラホヤのスポーツカー専門店が落札した記録が残っている。

### マイアミバイスへの起用
マルディキアンとマクバーニーがデイトナレプリカを製作するのと同じ頃、映画監督・プロデューサーのマイケル・マンは新しい警察ドラマ「特捜刑事マイアミ・バイス」の製作に着手していた。そこに友人の俳優ダン・ハガティからドラマにぴったりのスポーツカーを見つけたとの連絡を受ける。ハガティはニューポートビーチにあったトレンドインポートの常連客であり、出来上がったばかりのデイトナ・スパイダーを目にしてマンに薦めたのだった。フェラーリ愛好家のマンはすぐにディーラーを尋ね、4番目に作られた黒のデイトナ（以後4号車と呼ぶ）をレンタルすることになった。
4号車は第一話(パイロットフィルム)に使用された。シリーズ化が決定しユニバーサルは1号車と4号車の2台をレンタルする予定だったが、マルディキアンの書類偽造容疑が次第に固まりつつありレンタル出来なくなる恐れがあったため、それぞれを4万9千ドルで購入した。
1号車は赤だったので黒で再塗装した。試作車のため細部の作りは粗雑だった。アクリル板のヘッドライトカバーは4隅に取付ビスが露出しており、その中央にあるべきエンブレムも少し上のエンジンフード先端に取り付けられていた。このエンブレムは番組スタッフがパーツを取り寄せたものの、車の情報が乏しかったため取り付ける位置を間違えたと言われている。ブレーキ灯とウィンカーは取付位置が左右が逆なうえ激しい走行で度々脱落した。さらにベースの1976年型コルベットには事故歴があり、右側のホイールベースが約40ミリも短かかった。
メーター周りやインテリアはコルベットのままほとんど手を加えられていなかったので、黒を基調とする内張りをフォートローダーデールにあるスコット・ドライジン/ヘッズアップインダストリーズ（現在のHead Up Industies)によって明るいタン色のレザーに張り替えられ、それらしい雰囲気に仕上げた。
S1の第2話以降に登場するのはほとんどがこの1号車である。シーズン2が始まる前に大幅に改良されたが、S2ではスタント撮影用となった。
もう1台の4号車は1981年型コルベットをベースとしており、4台目ともなると作りが良かった。よりリアルな仕上りにするためサンディエゴにあったオートデザインズによってシートやダッシュボード、ドア内張などがカスタマイズされており、細部に至っては木目調のセンターコンソール、ダッシュボード上の丸い送風口、サンバイザーも再現された。このサンバイザーは両側に付いていることもあれば運転席側のみだったり助手席側のみだったりと撮影状況によって度々変わる。エアコンはメルセデスベンツの電子制御エアコンを移植した。
2台ともオートマチック変速機で、ブレーキペダルの左側にもう一つ後輪のみを制動するブレーキペダルを追加し、簡単にスピンターン(ブートレッグターン)が出来る細工がしてある。

スピンターン（ブートレッグターン）

本物との違いは、三角窓が付いていない点が最も特徴的であるほか、ブレーキ灯と方向指示灯の配列、角型4灯ヘッドライト、クロームのドアハンドルなどで判別できる。ドアハンドルはオリジナルに似せようとしたがすぐに壊れてしまうためアルファロメオのパーツで妥協したという。

### ドラマに登場する本物のデイトナ・スパイダー
ドラマでは本物の365GTS/4が2回登場している。ちなみに「デイトナ」という呼び名は1967年のデイトナ24時間レースで優勝した際にマスコミが広めたもので、フェラーリが公式に「デイトナ」と呼んだことは一度もない。
黒の365GTS/4
S1・第1話（パイロット）「血闘サブマシンガン！巨大組織を叩きつぶせ！」で黒の365GTS/4が映る。
この車はフロリダ州に住む外科医のDr.シャーマンから借りたものだった。運転はTIDEフェラーリレーシングチームのプロドライバーに委託し、走行シーンは低床トレーラーに載せて撮影するなど注意深く行なったのだが、撮影中にボディに傷を付けてしまった。修理費は千ドル程度の軽微なものだったが使用はこの1回限りとなった。結局走行シーンは使用されることはなく、路肩に停めている10秒程度のシーンのみとなった。
オーナーのロジャー・W・シャーマン氏（1938-2015）は心臓の専門医であると同時に、アメリカ空軍に在籍した経歴を持つ。趣味で小型ジェット機やヘリコプター、水上飛行機等などの所有歴があり航空機評論家としても知られていた。
そのシャーマン氏が1972年型365GTS/4を新車で購入したときは、ダークグレーメタリックのボディと赤のインテリアだったが、彼の好みで黒のボディとタンのインテリアに替えられた。ドラマに使用された3～4年後に俳優のジョージ・ハミルトンの手に渡り、その後間もなくオーストラリア人のコレクターへ、さらに2005年頃にドイツ人に売却された。このドイツ人オーナーにより2年をかけてレストアされ現在はオリジナルのカラーに復元されている。
黄色の365GTS/4
S2・第14話「白昼の凶弾!血に飢えたヒットマンを追え!!」で、自動車整備工場と空港のシーンで黄色の365GTS/4が映る。
現在フォートローダーデールのスワップショップに展示されている黄色の365はこの時の車と言われている。

## フェラーリ・テスタロッサ（シーズン3～5)

### フェラーリ社の提案
番組のヒットと共にフェラーリ・デイトナスパイダーにも注目が集まり、模造品(レプリカ)の製造販売が盛んになった。
しかしこの成り行きを快く思わない人物がいた。フェラーリの社長エンツォ・フェラーリである。シーズン2を放映中の1985年頃からフェラーリ社はコピー品を製造販売するレプリカメーカーに警告文を送り始めた。
さらにフェラーリ・ノースアメリカは、フラッグシップモデルのテスタロッサを無償で提供するとNBCに打診し、代わりに偽デイトナを排除するよう要求した。マイケル・マンは快諾したが、一方ではフェラーリ社とのトラブルを回避するためだったとも言われている。しかしここで問題なのはソニー・クロケットが”命の次に大切な”デイトナをそう易々と交替させられない点であった。カーチェイスの事故で大破する案が挙がったがマンは納得せず、もっと劇的かつ決定的な結末をと思い付いたのがスティンガーミサイルで木っ端微塵に爆破するシーンだった(S3・第1話「無差別テロリストの恐怖!」)。

### 納車
2台の黒の1986年型テスタロッサが、フェラーリ・ノースアメリカよりフォートローダーデールにあるシェラトンフェラーリを通じて納車された。1台は走行シーン用、もう1台は乗車シーンを撮るためのカメラ取付用となった。
このうち1台は「無差別テロリストの恐怖!」でテロリスト一味が所有する車として登場するが、すぐに損傷させてしまいそれを機に夜間撮影でもボディラインが映える白で塗装された。ドン・ジョンソンが大破させたという噂も流れたが真相はわからない。
デイトナが爆破される「無差別テロリストの恐怖！」（リーアム・ニーソンがゲスト）は元々はS3・7話用に製作されたのだが、NBCはこのセンセーショナルなシーンこそ新シーズンの幕開けに相応しいと考え第1話と入れ替えた。こうして第1話用として作られた「復讐のガンマン・最後の決闘！」(ウィリー・ネルソンがゲスト)が第7話に移動したため、既に破壊されたはずのデイトナが再び登場するという矛盾が発生してしまった。この回はテスタロッサが登場しないにも関わらずエンドクレジットに"Crockett's Car Furnished by FERRARI NORTH AMERICA" (クロケットの車はフェラーリノースアメリカが支給した)という文言が添えられている。

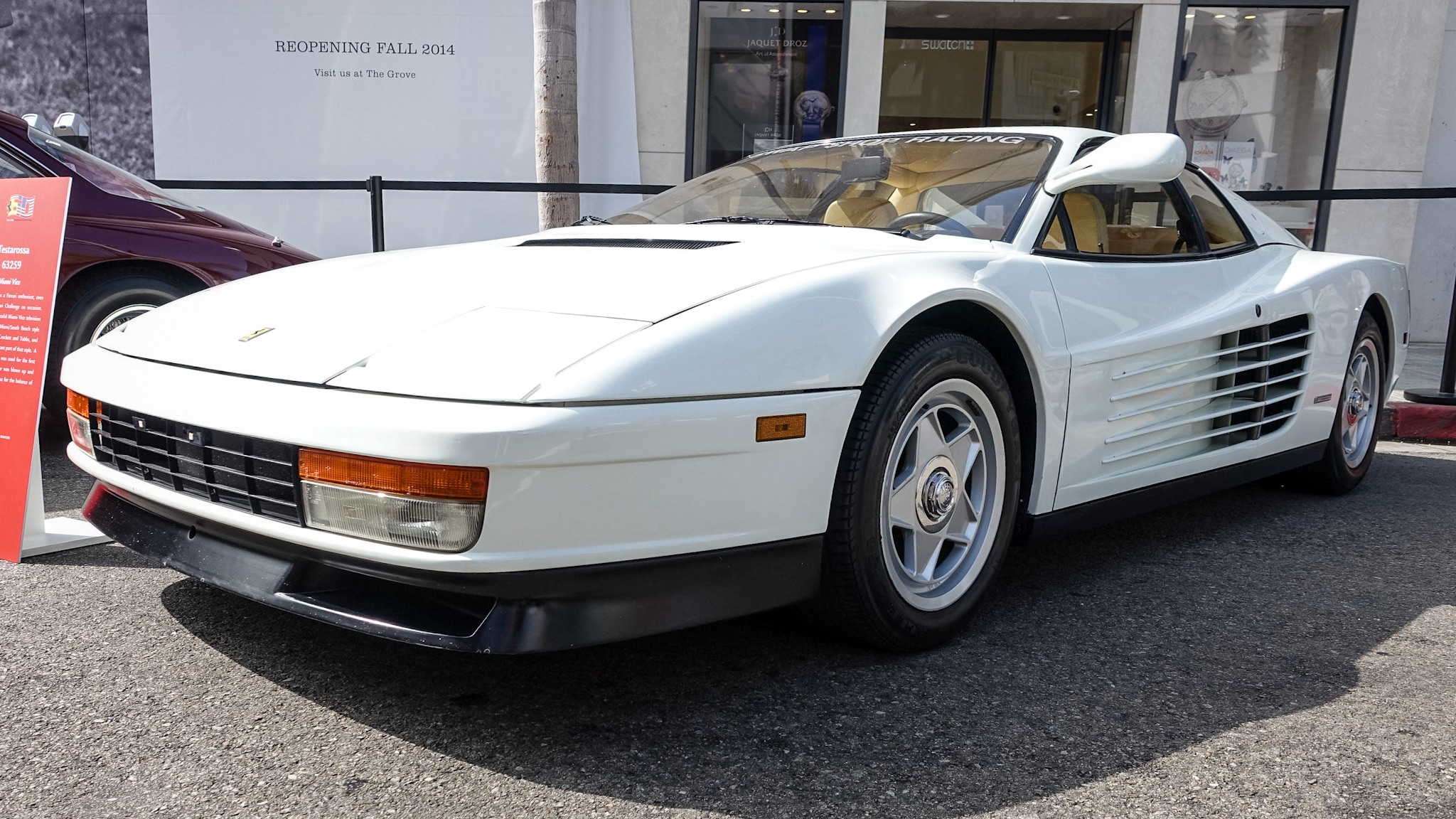
テスタロッサ#63631

### スタント専用車の製作
シーズン1が終了した頃、酷使されたデイトナを修理するためテネシー州でRMG(ロバーツ・モーターグループ）を営むカール・ロバーツが招かれた。彼は番組のスタントコーディネーターの知り合いで、これまでもドラマや映画に使用する車の改造を手掛けていたほか、コルベットのカスタム車の第一人者としても知られていた。デイトナ1号車の欠点は彼によって大幅に改善され、さらにシーズン3に向けてより精巧な3台目のデイトナ・スパイダーの製作を依頼した。
そこにテスタロッサの話しが舞い込んできたためデイトナ3号車は中止になったが、代わりにテスタロッサのスタントカー製作を依頼される。
ロバーツはデイトナ1号車の再利用を考えたが、フロントエンジンのため低いノーズが納まらない。そこでベース車両として使えそうなリアエンジンのスポーツカーを調べあげたところ、ホイールベースやコクピット位置がデ・トマソ・パンテーラに近いことがわかった。状態の良い1972年型パンテーラを3万ドルで手に入れるとFRPでボディパネルを製作し、細部のパーツはテスタロッサの事故車から流用した。パンテーラの床はテスタロッサより10cmも高くコクピットが納まらないため、フロアパンを切断し10cm低い位置に溶接して対応した。ルーフ内側には急傾斜のフロントガラスを支える6cm角のロールケージを設けた。フロントフェンダーとエンジンフードはワンピースにしてカメラ機材の脱着が容易に行なえるようにした。様々な工夫をしながらも改造は容易だったという。
エンジンはプレデター製のキャブレターと亜酸化窒素(NOS)の添加装置でパワーアップし、発進時や旋回時のホイールスピンを確実にした。実は本物のテスタロッサはアクセルを急に踏み込むとエンジンストールする欠点があり、ホイールスピンのシーンで撮り直しが多かったという。
ブレーキはチルトン製のキャリパーとボルボP1800から移植したブースターで強化し、デイトナと同様に後輪専用のブレーキペダルを追加した。他に、運転者が素早く脱出できる取外し可能なステアリングや、マイアミの暑さに耐えられるようにNASCARでも使われるモディーン製の大型ラジエーターを装備する。
本物のテスタロッサはAピラーからルーフへと滑らかな曲線を描くが、スタントカーは角張っているので区別しやすい。その他サイドエアインテーク周りやアルミホイールでも区別できる。。

## フェラーリ社による訴訟

### レプリカ車の販売
「マイアミバイス」のヒットに便乗して、アメリカやイギリスでは約12社のコーチビルダーがデイトナ・スパイダーのコピーを製造していた。
トム・マクバーニーはアル・マルディキアンは80台近い”カリフォルニア・デイトナスパイダー”を販売し、さらに20台の注文を受けていた。（生みの親であるマルディキアンは輸入車2千台あまりの衝突安全性や排気ガスの書類の偽造で有罪となり、既に廃業していた）
カール・ロバーツも”マイアミスパイダー”(デイトナ)を約10台、デ・トマソ・パンテーラよりも安価なポンティアック・フィエロをベースにした”マイアミクーペ”（テスタロッサ）2台を販売した。

### 訴訟
フェラーリ社が警告を発し始めて3年が過ぎた1988年、マクバーニーとロバーツを含む4社を相手に、フェラーリ社はランハム法に基づく商標権侵害の件で提訴した。
被告側は「問題の365GTS/4は販売終了から15年以上が経っており、フェラーリの販売台数に影響はない」「購入者は模造品だと理解している」「エンブレム等は購入者の意思によるものだ」等と反論したが、原告の訴えは認められた。
わかりやすい例ではエンブレムを隠した様々な車の写真を、ランダムに選んだ回答者に見せるテストを行なったところ、デイトナを見た73％が、テスタロッサを見た82％が「フェラーリの車」と答えたという。つまり魅力的なデザインを真似るのは登録商標の濫用と同じ行為であり、購入者やその車を見た者はコピーであっても紛れもなくフェラーリだと意識している、と裁判所は判断したのだった。こうして販売停止が命じられた。
敗訴したマクバーニーは、その後サンダーランチ”ThunderRanch”という新会社を興してVWタイプ1をベースにしたポルシェ356、550等のキットカーを順調に販売し続けた。その後発表したオリジナル作品の”34Lightning”は'90年代最高のホットロッドの一台と称賛されたほか、サンディエゴ大学と共同開発したハイブリッド車”RIOT”も話題になった。2012年にサンダーランチの権利を売却し、解散した。
RMG(ロバーツモーターグループ)は判決が下る前に倒産した。オーナーのカール・ロバーツはテネシー州で自動車関連会社のロバーツラジエーターを営んでいる。

## 2台のデイトナ・スパイダーの行方

### 爆破されたデイトナ
ドラマで使われたデイトナ・スパイダーは2台とも無事に残っている。
シーズン3で爆破したのは1/8スケールのミニチュアモデルだった。製作費は5千ドルで、「ナイトライダー」などを手掛けた特殊効果スタッフによってロサンゼルス郡ズマビーチ近郊で爆破シーンの撮影が行なわれた。

### 4号車のその後
シーズン2が終了した1986年、カール・ロバーツを通じてサウスカロライナ州の一般人の手に渡った。その2年後ジョージア州のコルベット愛好家が購入して現在に至る。
この人物はユニバーサルがマルディキアンから購入したときの1号車と4号車の登録証も持っているが、登録番号の偽造を防ぐため内容を一切公表していない。

### 1号車のその後

#### テキサス州で発見
1号車はロバーツの工場に2年ほど置かれたあと再び手が加えられ、「キャノンボール3」(1989)で4年ぶりに姿を現した。撮影終了後カリフォルニア州に運ばれたが、エンジンブローを起こしたためロバーツの知人が所有するテキサス州ラボックの修理工場に預けられた。その後は野ざらしで放置してあるらしいという情報を最後に、廃棄処分になったと考えられていた。
ところが2006年頃、ラボックでFLAT12という自動車ディーラー/仲介業を営むトム・ソウターとジェフ・アレン親子によって、1号車と見られるデイトナが発見された。父親のトムによると、仕事仲間から工場のバックヤードに黒いデイトナスパイダーが十数年前から放置してあるという話しを聞き、マイアミバイスの車だと直感したのだという。息子のアレンはCNBCが放送する「カーチェイサーズ」（行方不明の名車を捜すリアリティ番組）の司会も務める有名人で、この様子を2014年放送のS3・エピソード8 ”Jeff'ｓ Vice”で紹介している。
革シートやステアリングは色褪せヒビだらけになりカーペットも無いなど酷い状態だったが、撮影車と考えられる特徴はすぐに見つかった。
- スタントカーでしか見ることのない2つのブレーキペダル。

- エンジンルームに取り付けられたカメラ設置用と思われるマウントベース。

- エンジンフード先端の裏側に残るエンブレム取付用と思われる穴を埋めた痕。

ひとつだけ大きく異なるのは、メーターパネルがオリジナルの365に似ていることだが、これは「キャノンボール3」のときに改良されたと考えられる。

#### 自動車博物館へ
車はほんの少し手直ししたあとeBayに出品され、イリノイ州ヴォロのヴォロ・オートミュージアムが落札した。
この自動車博物館のオーナーであるブライアン・グラムスはマイアミバイスの大ファンだという。彼がさらに検証を進めると、
- 右ホイールベースが40ミリほど短い。
- 製作者マクバーニーが「ベース車は元々緑だったのを白に塗り替えたコルベットだった」と言った通り、Aピラーの付け根辺り(移植しにくい場所のためオリジナルペイントが残っていることが多い)を削ると黒の下にはマクバーニーが塗った赤、その下に白、最下層に緑色のペイントが現れた。

など、1号車と考え得る根拠が十分に揃った。
ブライアンは博物館のホームページで『ソニー・クロケットのデイトナを手に入れた！』と宣伝したのだが、インターネット上では行方不明の1号車について幾度となく議論がされており否定的な反応ばかりだった。実際、テネシー州のハリウッドスターカーミュージアムでは撮影車と称したデイトナスパイダーを展示していたし（現在はHPから削除されている）、「本物のマイアミバイスカーだ」という見出しの中古車サイトや個人のブログが度々現れていたことを考えれば疑われても仕方のないことである。
なんとしても真相を知りたいブライアンに、4号車の所有者（ジョージア州のコルベット愛好家）の友人だという人物がコンタクトを取ってきた。車体にあるVIN（車両識別番号）を教えてくれたら登録証と照会してくれるという。早速その人物にVINを送ってみたのだが、番号は違っていた。
ブライアンはひどく落胆したが、改めて車を調べるとVINが打刻されているフレームの一部が交換された形跡があり、フロントウィンドウ下のVINプレートを留めるリベットも1970～1980年代のGM純正部品ではないことが判明。どの時点かわからないがVINが移植されているようだった。
他に手掛かりはないかGM社に問合せたところ、VINはフレームの複数箇所に打刻されており、コルベットC3の場合は完成すると隠れてしまうサイドシルの裏側辺りにあるという。彼は思い切ってサイドシルカバーに覗き穴を空け本物のVINを確認した。再度、4号車の所有者の友人に写真を送ったところ、「おめでとう！同じ番号だ」という電話がありようやく確証を得ることが出来た。
のちにブライアンはカール・ロバーツに直接電話をかけてみた。彼はVINを入れ替えたことをあっさりと認め「電話をくれたらすぐに教えてやったのに」と話したという。VINを入れ替えたのは「キャノンボール3」の撮影地であるカナダに越境するため登録証が必要だったのだろうと考えられている。ブライアンはこの車両を出来るだけドラマに近い姿に復元して、ヴォロ・オートミュージアムで展示中である。

## ３台のテスタロッサの行方

### 本物の2台
フェラーリから提供された2台はいずれも良好な状態で保存されている。
2台ともフォートローダーデールのシェラトンフェラーリを通じて譲られた1986年型の北米仕様車。サイドミラーが運転席側の高い位置にある初期型で、イタリア語でモノスペッキオ（Mono=1枚、specchio=鏡）、アメリカではシングルウィングミラーまたはフライングミラーなどと呼ばれる。アメリカ国内に正規輸入されたのは1986年〜1987年前期の2年間のみで、1987年後期からはアメリカの安全基準によりAピラー下端の両側に付くタイプに変更になった。総数2,105台のうち421台と台数が少ないため高値で取引されている。
VIN（車体識別番号）の下5桁、ZFFSA17AXG00”63259”、ZFFSA17AXG00”63631” で区別される。

### #63259のその後
シーズン5が終了した1989年、#63259は75万ドルで起業家のプレストン・ヘン(1931-2017)が購入し、フォートローダーデールで彼が経営するスワップショップに展示されて現在に至る。
過去に100万ドルで買いたいというオファーがあったが断ったという。走行距離は1万キロ弱、タイヤはオリジナルのグッドイヤーイーグルのまま素晴らしいコンディションを保っている。

### #63631のその後
#63631はマイアミのRMC（リアルマッスルカー・ブティック）が倉庫で28年間保管していたが、2017年にメキュームオークションに175万ドルで出品した。その後バレットジャクソンのリストにも加わった
主に走行シーンで使用されたが、保管中はほとんど動かしたことがなく走行距離はわずか16,000マイル（約26,000キロ）程度。フェラーリがユニバーサルに譲渡したときの証明書や登録証、整備記録が付き、出品する直前には8千ドルをかけて機関部のメンテナンスを施した非常に状態の良い車体である。通話は出来ないが劇中で使っていたモトローラの自動車電話も付いている。
結果は希望価格を大幅に下回る75万ドルでジョージア州のアダムスクラシックコレクターカーズが落札し、そのすぐ後にオークションに100万ドルで出品された。これに興味を示したベルギーのバスティアン・ウィトヴォエ氏(Bas Witvoet,欧州のオランジェグループを所有する実業家)は、6ヶ月間の交渉の末に25万ドルで購入した。
さらに2022年4月頃、アメリカのコレクターから75万ドルで譲って欲しいとオファーがあり、最終的に150万ドルで売却され再びアメリカに戻った。

### スタントカー
デ・トマソ・パンテーラをベースに製作したスタント専用車はフェラーリとの約束で番組終了と同時に解体処分したとされている。が、製作者のカール・ロバーツが自社工場に持ち帰ったという説もある。

## フェラーリとマイアミ・バイス

### マイケル・マンのフェラーリ
「特捜刑事マイアミ・バイス」のエグゼクティブプロデューサーであるマイケル・マンは大の車好き、中でもフェラーリの大ファンであった。
マイアミバイスに携わっている頃は黒のフェラーリ308GTAを所有していた。「ザ・クラッカー/真夜中のアウトロー」（1981）が公開されたとき、初の劇場用映画を完成した自分への褒美として購入したものだった。
その後もテスタロッサ、575マレネロ、599GTOの所有歴がある。テスタロッサは1986年型のモノスペッキオ、希少な青メタリックボディと赤のインテリアの組み合わせ。カリフォルニアの自宅で10年ほど所有したあとサザビーズオークションに出品した。フランス人コレクターが落札ししばらくコンテナで保管していたが、2015年にマラネッロのフェラーリ工場に輸送して出荷時と同等のコンディションまでレストアされた。
マンはフェラーリ社と良好な関係を保ち続けており、2008年発表のフェラーリ・カリフォルニアのプロモーションフィルムを監督した。映画「フォードvsフェラーリ」(2020)で製作総指揮を務め、長年構想を温めてきたエンツォ・フェラーリの伝記映画「フェラーリ」(2023)を監督した。

### ドン・ジョンソンのフェラーリ
「マイアミバイス」が終了する頃、フェラーリの名を世界中に広めたドン・ジョンソンに感謝の意を表してフェラーリ社は1989年型テスタロッサを贈呈した。シルバーのボディにライトグレーのインテリアという珍しい配色はフェラーリが彼専用に製作したものである。
この車はマイアミの自宅に置かれ彼が運転する姿も度々目撃されていたが、2003年にテスタロッサを含む６台の車のコレクション全てを売却してしまった。その中には前妻のメラニー・グリフィスから譲り受けた1949年型フォードF1（ピックアップトラック）や「刑事ナッシュ・ブリッジス」で使用した1970年型プリマス・バラクーダなどもあり突然の行動に注目が集まったが、彼が破産申し立てをしたのはその翌年だった。
売却時の走行距離は15,000マイル（24,000キロ）足らずで整備も行き届いていたという。アリゾナ州のオーナーを経て、メリーランド州のコレクターが所有している(2020年現在)。

## フェラーリ365GTS/4のレプリカモデル
「マイアミバイス」のヒットに伴い、マクバーニーのデイトナに追従してアメリカとイギリスで様々なレプリカが製造された。
ベース車両となるのはアメリカは主にシボレー・コルベットC3、イギリスは主にジャガーXJ系が主流で、それぞれ自国のメーカーのため維持し易いというメリットがある。ジャガーXJの場合は右ハンドルが選べることと、リアルなサウンドを奏でるV型12気筒エンジンを搭載する点で人気が高い。

### アメリカのメーカー
- マクバーニーコーチクラフト　Mcburnie Coachcraft
車名：カリフォルニア・デイトナスパイダー Califrnia Daytona Spyder

アル・マルディキアンとトム・マクバーニーの共同開発によるカリフォルニア・デイトナスパイダーは「マイアミバイス」で一躍有名になった。米国内で7店舗の代理店を展開し、フェラーリとの裁判に敗訴するまでに約100台を販売した。
三角窓がなく傾斜が鋭いコルベットC3のフロントウィンドウは本物よりもスタイリッシュな印象を与え、野太いV8サウンドもアメリカ人には受けが良い。本家フェラーリとはまた違った魅力があり、今でも「マイアミバイスカー」として人気を保っている。
- RMG(ロバーツモーターグループ) 　Roberts Motor Group
車名：マイアミスパイダー Miami Spyder

RMGのカール・ロバーツは、シーズン2でデイトナのメカニックを担当したのをきっかけに、1985年頃からレプリカの製作を始めた。マクバーニーの影響が大きい。
1989年のフェラーリとの裁判の最中に倒産したが、それまでにマイアミスパイダーを約80台を販売した。
- CCC(カリフォルニアカスタムコーチ) 　California Custom Coach
車名：デイトナアメリカ Daytona America

CCCは1976～1988年にカリフォルニア州パサデナにあったコーチビルダー。
マクバーニーの代理店だが、CCCの場合はボディサイドの給油口が付属せずトランクを開けて給油する。
CCCの腕前は確かなもので、1970年代後期に1936年型オーバーン851のレプリカであるCCC876で成功した。これは1978年型フォード・リンカーン・タウンカーをベースとし状態の良いものは10万ドル以上の値が付くことがある。2人乗りのスピードスターと4人乗りのフェートンの2タイプが存在する。
またコルベットC3をストレッチして4ドアセダンにした"コルベットアメリカ"は、試作車を含め6台しか作られておらず、オークションで20万ドル以上で売買された記録がある。
- ロウリー・コルベット・サプライ　Rowley Corvette Supply
車名：ロウリーGtC Rowley GtC

マサチューセッツ州ロウリーで1965年から続くコルベット専門の老舗ショップ。
マクバーニーと同じ成形型と思われるが、こちらはインテリアまできちんとオリジナルを再現している。現在も完成品を69,500ドル、キットを11,500ドルで販売しているほか、マクバーニー、RMG、CCCのオーナー向けのアフターパーツ販売も行なっている。
- エキゾチック イリュージョンズ　Exotic Illusions （またはマッド・マイク・ハドソン MAD Mike Hudson）
車名：デイトナGTS Daytona GTS

ペンシルバニア州で1984年頃から続くレプリカビルダー。
ランボルギーニのレプリカを主力としており、ポンティアック・フィエロを使ったランボルギーニ・カウンタック、ディアブロ等を数多く販売している。
デイトナGTSは1988〜1990年の2年間に8台が製作された。ベースはコルベットだが、トライアンフTR7のフロントウィンドウを利用して三角窓が付属するほか、本物から型を起こしているためボディ、インテリア共に非常に精密に再現されている。フェンダーフレアの滑らかな曲面の再現、オートマチック車にもマニュアル車風のシフトゲートを設けるなどマクバーニーとは一線を画すオーナーのマイク・ハドソンの繊細さが表れている。
- エキゾチックコーチクラフト　Exotic Coachcrafts

1984年にサンディエゴに起ち上げられたコーチビルダー。
マクバーニーの成形型だが、アルファロメオの巨大なドアハンドルを使わずオリジナル風に仕上げてある。
1988年にはタケイ・セイゴ氏が社名をデザインセイゴと改名しカスタムカー等を日本向けに輸出する事業を始めたらしいが、1990年に廃業したと見られる。
- ウェストチェスターファイバーグラス　Westcheater Fiberglass
車名：デイトナ クーヴァリ Daytona Couvarri

1982年から1995年までニューヨーク州ポートチェスターにあったレプリカビルダー。
トライアンフTR7のフロントウィンドウを流用し、可能な限り純正部品を使用するなどオーナーのドミニク・メッカのこだわりが見られる。同社のラインナップにはテスタロッサスパイダーもあった。
1999年にメッカは自動車窃盗の共犯で逮捕された。再生不能となった事故車をオークションで次々に購入してVIN（車体識別番号）を剥ぎ取り盗難車に付け替えるという犯罪に加担していた。

### イギリスのメーカー
- E.G.オートクラフト　E.G.Autocraft
車名：アロースパイダー Allow Spyder

スペイン系のエミリオ・ガルシアが、1987年にウェールズに起ち上げた高級車専門のカスタムビルダー。数あるデイトナレプリカの中で最も正確にオリジナルを再現していると言われる。
365GTB/4（クーペモデル）をスパイダー（オープンモデル）に改造する仕事を何件か請け負ううちに、自分で365GTS/4の複製を作ろうと考えはじめた。そこでフォードGT40の見事なレプリカを作った経歴のある同業者のピーター・ジェイコブスを招き入れ、ジャガーXJ12をベースにしたアロースパイダーを完成した。
彼の徹底ぶりはリトラクタブルヘッドライトや、多くの箇所にフェラーリ純正部品をそのまま取り付けられる精密さに見られるが、最も特筆すべきは他のレプリカメーカーが手を出さなかったベルリネッタ（クーペ）を製作した点である。ボディの素材をFRPからアルミに変更するオプションもあった。
しかし職人気質のガルシアには会社を拡張する術がなく、2年後の1989年には経営難に陥ってしまった。ガルシアとジェイコブズは他にヒルクレストクラシックス Hillcrest Classicsというブランドも展開していたが、経営が危ぶまれたときガルシアはドイツに逃げてしまいジェイコブズが事業閉鎖の手続きに追われたという。
E.G.オートクラフトを買収した会社は社名をアロースパイダーに変え、1991年までアロースパイダーの販売を続けた。最終的に73台のアロースパイダー（うち7台が右ハンドル）、7台のアローベルリネッタを販売した。
- L.R.ロードスターズ　L.R.Roadster
車名：ラムR/T Ram R/T

1984年にエイドリアン・コッキングによって設立された。
カーレーサーのエイドリアン・レイナードに設計を委託してジャガーXJSをベースにしたラムR/Tを製作した。本物を採寸し、フェラーリ純正のフロントウィンドシールドを使用するため完成度は非常に高い。トノカバーの下に小さな後部座席を追加するオプションもあった。
1987～1990年に市場に投入されたがフェラーリ社の訴訟問題と重なったせいで生産台数は30台程度に終わった。
その後はラムSC（ACコブラ）、ラムLM（ジャガーDタイプ）、ラムSS（ジャガーXKSS）などの精巧なレプリカモデルを作り続けて成功を収め、ラムSCの販売数は1,500台以上に及んだ。現在はリアム・エンジニアリングに社名変更してウスターに拠点を置く。
- サザンロードクラフト　Southern Roadcraft
車名：SR V12

1984年、イングランド南部ウェストサセックスにイアンとブライアンのニコルズ兄弟が起ち上げたビルダー。
先にSR V8（ACコブラのレプリカ）で成功した彼らは「マイアミバイス」で人気が上昇しているデイトナに興味を持った。そこでマクバーニーコーチクラフトの英国代理店になろうと考え、カリフォルニアデイトナスパイダーを1台購入したのだが、想像していたよりも完成度が思わしくなかったためそれを基に自分たちで作ることにした。
ベース車両には米国製コルベットよりも扱いやすい自国のジャガーXJ12を選び、フレームはエンジン周辺を残すのみでほとんどを鋼管フレームで新規設計した。この分野は過去にハンセンエンジニアリング（F1フォードのメカニックデザイン担当）に勤めていたブライアンが得意とするもので、走行性能はオリジナルのXJ12を上回るという。
フロントウィンドシールドはトライアンフTR7から流用してマクバーニーには無かった三角窓を再現し、アルミホイールもホイール専門のビルダーに委託した。マクバーニーを参考にしているためドアの長さやトランク周りの形状が本物とは若干異なるが、本物の365GTS/4を熟知していなければ外観での判別は難しいという。ただ残念なことにシート位置が若干高めなため身長180cmを超えるドライバーだとフロントウィンドシールドの枠より頭が出てしまう難点がある。
SRV12は1993年までに120台が生産された。
サザンロードクラフトは1994年に買収されロードクラフトUKに改名、2003にはマッジウィックカーズ Madgwick Cars がSR V8（ACコブラ）の生産ラインを引き継ぎ現在も販売中である。
- ロビンフッドエンジニアリング　Robin Hood Engineering
車名：RSデイトナ RS Daytona

ロビンフッドエンジニアリングはイギリス中心部ノッティンガムシャーに1984年に開業した。
オーナーのリチャード・スチュワートはV8エンジンのローバーSD1を選んだ。フレームを切り詰めホイールベースを短くする作業だけで3ヶ月も要したという。しかし完成品に満足できず改めてジャガーXJで作り直した。
他のメーカーはフレームを新規に作るのに対し、ロビンフッドはジャガーのラダーフレームを切断して再び溶接する方法をとった。これは強度面でリスクが高いと言われていたが保証期間を3年にして製品への自信を示した。実車をミリ単位で採寸しフロントウィンドシールドはフェラーリ純正品を使用。さらにボディをFRPではなくスチールを採用するなど技術の高さを窺うことが出来る。このRSデイトナは40台製作された。
リチャード・スチュワートは1987年頃から方向転換を図り、トライアンフTR7をベースにしたS７（ロータスセブンのレプリカ）に本腰を入れ1996年と1997年には年間500台以上の販売台数を記録している。なお、同じ時期にトライアンフTR7をベースにしたデイトナスパイダーの広告を出しているが実際に販売されたかは不明である。
しかし1998年からキットカーや並行輸入車は認証を得なければ公道の走行を認めないというSVA（車両認証制度）がイギリスで施行される。これにより全てのキットカーメーカーは大打撃を受けロビンフッドの売上も急降下した。2006年にグレート・ブリティッシュ・スポーツカーズに買収された。

### その他のデイトナレプリカ
- シンプソンデザイン　Simpson Design
車名：マイアミロードスター Miami Roadster

テキサス州ヒューストンにあったシンプソンデザインによる作品。初代マツダ・ミアータ(マツダ・ロードスター)をベースとする。
オーナーのジム・シンプソンは13歳頃から父親の元で自動車関連の仕事に関わる。GMが主催する若者向けの職業訓練に参加したりヒューストンのフェラーリ販売店で見習いとして勤務するうちにイタリア車と日本車を得意とするメカニックになった彼は、1987年にシンプソンデザインを起業した。
1989年発売のマツダ・ミアータを購入した彼は、早速フェラーリデイトナに改造しようと思い付いた。ミアータのプラモデルを使ってボディをデザインし、それを拡大して原寸大のボディを製作した。デイトナを選んだ理由はもちろん「マイアミバイス」である。デザインが似ているだけで全く別物なのでフェラーリが起こした裁判は気にしなかったが、むしろマツダの反応が心配だったという。
完成したマイアミスピードスターを毎年恒例のモントレーカーウィークに出品しようと持ち込んだところ、偶然にもマツダもフェラーリを摸倣したミアータを用意していた。マツダのスタッフは彼の作品を大いに気に入り、自社の車を引っ込めて代わりにシンプソンの車をマツダブースに展示することになった。ショーでは「かわいい」と好評だったものの買い手は一人も現れず作られたのは3台だけだった。
その後マツダと提携した彼は、ミアータベースの1960年代の欧州製ライトウェイトスポーツカーを彷彿とさせるオリジナルデザインを次々に発表し、各地のカーショーで注目を集めた。2002年には拠点をワシントン州クリントンに移しコンテンポラリークラシックスを起ち上げた。
- リアクションリサーチ(Z Trix.com) 　Reaction Reseach (Z Trix.com)
車名：デイトナZX Daytona ZX

アリゾナ州スコッツデールのリアクションリサーチが販売しているデイトナZXは、ダットサン280ZX（日産フェアレディZ 130系）をデイトナに変換するコンプリートキットである。
1996年頃、ジョン・ワシントンによってダットサンZ専門ショップのVRエンジニアリングを開業。1990年代にS30系Zを1962年型フェラーリ250GTOに変換する”ヴェロ・ロッサ”を発表した。レプリカというほどそっくりではなかったためフェラーリの販売停止命令は下らなかった。その後280ZX（130系）をベースにする「デイトナZX」のキットを発表した。両車ともにクーペとスパイダーが用意されている。
一時経営難に陥り休業していたが、社名をリアクションリサーチに改め同時にWebショップのZ Trix.comを展開し再スタートした。同社HPにあるようにオーナーはカーレースへの参戦、モーターグライダー開発、人間工学に基づいたサイクルスポーツ用品の開発など多方面で活躍している。